# 21888 Ďurech
21888 Ďurech (tên chỉ định: 1999 UL44) là một tiểu hành tinh vành đai chính. Nó được khám phá thông qua Chương trình nghiên cứu đối tượng gần Trái Đất của đài thiên văn Lowell ở Anderson Mesa Station ở Coconino County, Arizona, ngày 29 tháng 10 năm 1999. Nó được đặt theo tên Josef Ďurech, một nhà khoa học ở trường đại học Charles ở Praha, Cộng hòa Séc.